# Krzysztof Piątek
Krzysztof Piątek (Dzierżoniów, 1 juli 1995) is een Pools voetballer die doorgaans speelt als spits. In juni 2025 verruilde hij Istanbul Başakşehir voor Al-Duhail. Piątek debuteerde in 2018 in het Pools voetbalelftal.

## Clubcarrière
Piątek speelde in zijn jeugd voor Dziewiątka Dzierżoniów en Lechia Dzierżoniów, alvorens hij in 2013 neerstreek bij Zagłębie Lubin. Bij deze club debuteerde hij op 18 mei 2014 op het hoogste niveau, in een met 1–2 verloren competitiewedstrijd thuis tegen Cracovia Kraków. Tijdens deze wedstrijd mocht hij twaalf minuten voor tijd invallen voor Michal Papadopulos. Nadat Zagłębie gedegradeerd was naar de I liga kreeg Piątek meer speeltijd en op het tweede niveau kwam hij ook voor het eerst tot scoren. Op 12 september 2014 tekende hij tegen Chrobry Głogów voor het enige doelpunt van de wedstrijd. Dat seizoen werd de club kampioen op het tweede niveau, waarmee het na één jaar weer terugkeerde in de Ekstraklasa.
Piątek maakte medio 2016 de overstap naar Cracovia Kraków, dat circa een half miljoen euro voor hem betaalde. Bij zijn nieuwe club kwam de spits tot achtereenvolgens elf en eenentwintig competitiedoelpunten. Hiermee werd Piątek dat seizoen derde in het Poolse nationale topscorersklassement. Hierop nam Genoa hem voor circa vierenhalf miljoen over. In Italië zette de Pool zijn handtekening onder een verbintenis voor de duur van vier seizoenen. In de eerste helft van het seizoen 2018/19 wist Piątek dertien doelpunten te maken in negentien Serie A-wedstrijden.
Hierop werd hij in de winterstop voor circa vijfendertig miljoen euro aangetrokken door AC Milan, waar hij de in de winterstop vertrokken Gonzalo Higuaín moest vervangen. Hij tekende tot medio 2023 bij de Milanese club. Na een jaar mocht hij weer vertrekken uit Milaan en ging hij tegen een verlies van elf miljoen euro naar Hertha BSC. Deze club verhuurde hem in januari 2022 voor een half seizoen aan Fiorentina, dat tevens een optie tot koop op de spits verkreeg. Na drie doelpunten in veertien competitiewedstrijd keerde Piątek terug naar Berlijn, om verhuurd te worden aan Salernitana. Na deze verhuurperiode nam Istanbul Başakşehir hem transfervrij over en hij tekende voor drie seizoenen in Turkije.
Achtereenvolgens maakte Piątek voor Istanbul BASAKSEHIR zeventien en eenentwintig competitietreffers. Met dat laatste aantal eindigde hij tweede op de topscorerslijst van de Süper Lig, achter Victor Osimhen. In juni 2025 werd hij speler van Al-Duhail uit Qatar. Die club betaalde zo'n tien miljoen euro voor deze transfer.

## Clubstatistieken
| Seizoen | Club                | Competitie         | Competitie | Competitie | Beker | Beker | Internationaal | Internationaal | Totaal | Totaal |
| Seizoen | Club                | Competitie         | Wed.       | Dlp.       | Wed.  | Dlp.  | Wed.           | Dlp.           | Wed.   | Dlp.   |
| ------- | ------------------- | ------------------ | ---------- | ---------- | ----- | ----- | -------------- | -------------- | ------ | ------ |
| 2013/14 | Zagłębie Lubin      | Ekstraklasa        | 4          | 0          | 0     | 0     | —              | —              | 4      | 0      |
| 2014/15 | Zagłębie Lubin      | I liga             | 30         | 8          | 2     | 0     | —              | —              | 32     | 8      |
| 2015/16 | Zagłębie Lubin      | Ekstraklasa        | 33         | 6          | 3     | 2     | —              | —              | 36     | 8      |
| 2016/17 | Zagłębie Lubin      | Ekstraklasa        | 5          | 1          | 1     | 0     | 6              | 0              | 12     | 1      |
| 2016/17 | Cracovia Kraków     | Ekstraklasa        | 27         | 11         | 0     | 0     | —              | —              | 27     | 11     |
| 2017/18 | Cracovia Kraków     | Ekstraklasa        | 36         | 21         | 2     | 0     | —              | —              | 38     | 21     |
| 2018/19 | Genoa               | Serie A            | 19         | 13         | 2     | 6     | —              | —              | 21     | 19     |
| 2018/19 | AC Milan            | Serie A            | 18         | 9          | 3     | 2     | —              | —              | 21     | 11     |
| 2019/20 | AC Milan            | Serie A            | 18         | 4          | 2     | 1     | —              | —              | 20     | 5      |
| 2019/20 | Hertha BSC          | Bundesliga         | 15         | 4          | 1     | 1     | —              | —              | 16     | 5      |
| 2020/21 | Hertha BSC          | Bundesliga         | 32         | 7          | 0     | 0     | —              | —              | 32     | 7      |
| 2021/22 | Hertha BSC          | Bundesliga         | 9          | 1          | 1     | 0     | —              | —              | 10     | 1      |
| 2021/22 | → Fiorentina        | Serie A            | 14         | 3          | 4     | 3     | —              | —              | 18     | 6      |
| 2022/23 | → Salernitana       | Serie A            | 33         | 4          | 0     | 0     | —              | —              | 33     | 4      |
| 2023/24 | Istanbul Başakşehir | Süper Lig          | 34         | 17         | 0     | 0     | —              | —              | 34     | 17     |
| 2024/25 | Istanbul Başakşehir | Süper Lig          | 33         | 21         | 3     | 1     | 12             | 9              | 48     | 31     |
| 2025/26 | Al-Duhail           | Qatar Stars League | 0          | 0          | 0     | 0     | 0              | 0              | 0      | 0      |
| Totaal  | Totaal              | Totaal             | 360        | 130        | 24    | 16    | 18             | 9              | 402    | 155    |

Bijgewerkt op 8 juni 2025.

## Interlandcarrière

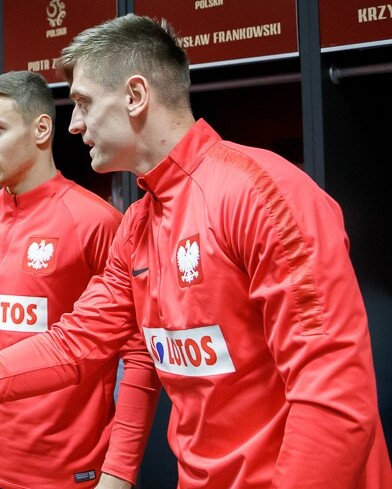
Piątek met Polen in 2019

Piątek werd in mei 2018 door bondscoach Adam Nawałka opgenomen in een 35-koppige voorselectie van het Pools voetbalelftal voor het WK 2018 in Rusland. Drie weken later maakte Nawałka zijn definitieve selectie van drieëntwintig spelers voor het toernooi bekend. Piątek was een van de twaalf afvallers.
Op 11 september 2018 maakte de aanvaller alsnog zijn debuut in het nationale elftal, toen met 1–1 gelijkgespeeld werd tegen Ierland door doelpunten van Aiden O'Brien en Mateusz Klich. Die laatste speler was in de eenenzestigste minuut in het veld gekomen voor Piątek, die van de nieuwe bondscoach Jerzy Brzęczek in de basis mocht starten. Tijdens zijn tweede interland, op 11 oktober 2018, kwam hij voor het eerst tot scoren, toen tegen Portugal werd gespeeld in het kader van de UEFA Nations League. Andermaal mocht hij in de basis starten en hij opende na negentien minuten de score. André Silva maakte gelijk en door een eigen doelpunt van Kamil Glik en een treffer van Bernardo Silva kwam Portugal op een voorsprong met twee doelpunten verschil. Uiteindelijk bepaalde Jakub Błaszczykowski de eindstand op 2–3. Piątek speelde de volledige negentig minuten mee.
In oktober 2022 werd Piątek door bondscoach Czesław Michniewicz opgenomen in de Poolse voorselectie voor het WK 2022. Drie weken later werd hij ook opgenomen in de definitieve selectie. Tijdens dit WK werd Polen door Frankrijk uitgeschakeld in de achtste finales nadat in de groepsfase was gelijkgespeeld tegen Mexico, gewonnen van Saoedi-Arabië en verloren van Argentinië. Piątek kwam in twee duels in actie. Zijn toenmalige clubgenoten Boulaye Dia (Senegal) en Dylan Bronn (Tunesië) waren ook actief op het toernooi.
Piątek werd in mei 2024 door bondscoach Michał Probierz opgenomen in de voorselectie van Polen voor het EK 2024 in Duisland. Polen werd in de groepsfase uitgeschakeld na nederlagen tegen Nederland (1–2) en Oostenrijk (1–3) en een gelijkspel tegen Frankrijk (1–1). Piątek kwam op het EK alleen tegen Oostenrijk in actie en in dat duel tekende hij voor het Poolse doelpunt.
| Interlands van Krzysztof Piątek voor Polen | Interlands van Krzysztof Piątek voor Polen | Interlands van Krzysztof Piątek voor Polen | Interlands van Krzysztof Piątek voor Polen | Interlands van Krzysztof Piątek voor Polen | Interlands van Krzysztof Piątek voor Polen | Interlands van Krzysztof Piątek voor Polen |
| №                                          | Datum                                      | Wedstrijd                                  | Uitslag                                    | Competitie                                 | Goals                                      |                                            |
| Als speler bij Genoa                       | Als speler bij Genoa                       | Als speler bij Genoa                       | Als speler bij Genoa                       | Als speler bij Genoa                       | Als speler bij Genoa                       | Als speler bij Genoa                       |
| ------------------------------------------ | ------------------------------------------ | ------------------------------------------ | ------------------------------------------ | ------------------------------------------ | ------------------------------------------ | ------------------------------------------ |
| 1                                          | 11 september 2018                          | Polen – Ierland                            | 1 – 1                                      | Vriendschappelijk                          |                                            |                                            |
| 2                                          | 11 oktober 2018                            | Polen – Portugal                           | 2 – 3                                      | Nations League 2018/19                     | 19'                                        |                                            |
| Als speler bij AC Milan                    |                                            |                                            |                                            |                                            |                                            |                                            |
| 3                                          | 21 maart 2019                              | Oostenrijk – Polen                         | 0 – 1                                      | EK 2020 kwalificatie                       | 69'                                        |                                            |
| 4                                          | 24 maart 2019                              | Polen – Letland                            | 2 – 0                                      | EK 2020 kwalificatie                       |                                            |                                            |
| 5                                          | 7 juni 2019                                | Noord-Macedonië – Polen                    | 0 – 1                                      | EK 2020 kwalificatie                       | 47'                                        |                                            |
| 6                                          | 10 juni 2019                               | Polen – Israël                             | 4 – 0                                      | EK 2020 kwalificatie                       | 35'                                        |                                            |
| 7                                          | 6 september 2019                           | Slovenië – Polen                           | 2 – 0                                      | EK 2020 kwalificatie                       |                                            |                                            |
| 8                                          | 10 oktober 2019                            | Letland – Polen                            | 0 – 3                                      | EK 2020 kwalificatie                       |                                            |                                            |
| 9                                          | 13 oktober 2019                            | Polen – Noord-Macedonië                    | 2 – 0                                      | EK 2020 kwalificatie                       |                                            |                                            |
| 10                                         | 16 november 2019                           | Israël – Polen                             | 1 – 2                                      | EK 2020 kwalificatie                       | 54'                                        |                                            |
| Als speler bij Hertha BSC                  |                                            |                                            |                                            |                                            |                                            |                                            |
| 11                                         | 4 september 2020                           | Nederland – Polen                          | 1 – 0                                      | Nations League 2020/21                     |                                            |                                            |
| 12                                         | 7 oktober 2020                             | Polen – Finland                            | 5 – 1                                      | Vriendschappelijk                          | 53'                                        |                                            |
| 13                                         | 14 oktober 2020                            | Polen – Bosnië en Herzegovina              | 3 – 0                                      | Nations League 2020/21                     |                                            |                                            |
| 14                                         | 11 november 2020                           | Polen – Oekraïne                           | 2 – 0                                      | Vriendschappelijk                          | 40'                                        |                                            |
| 15                                         | 18 november 2020                           | Polen – Nederland                          | 1 – 2                                      | Nations League 2020/21                     |                                            |                                            |
| 16                                         | 25 maart 2021                              | Hongarije – Polen                          | 3 – 3                                      | WK 2022 kwalificatie                       | 60'                                        |                                            |
| 17                                         | 28 maart 2021                              | Polen – Andorra                            | 3 – 0                                      | WK 2022 kwalificatie                       |                                            |                                            |
| 18                                         | 31 maart 2021                              | Engeland – Polen                           | 2 – 1                                      | WK 2022 kwalificatie                       |                                            |                                            |
| 19                                         | 9 oktober 2021                             | Polen – San Marino                         | 5 – 0                                      | WK 2022 kwalificatie                       | 90+1'                                      |                                            |
| 20                                         | 12 november 2021                           | Andorra – Polen                            | 1 – 4                                      | WK 2022 kwalificatie                       |                                            |                                            |
| 21                                         | 15 november 2021                           | Polen – Hongarije                          | 1 – 2                                      | WK 2022 kwalificatie                       |                                            |                                            |
| Als speler bij Fiorentina                  |                                            |                                            |                                            |                                            |                                            |                                            |
| 22                                         | 24 maart 2022                              | Schotland – Polen                          | 1 – 1                                      | Vriendschappelijk                          | 90+4'                                      |                                            |
| 23                                         | 11 juni 2022                               | Nederland – Polen                          | 2 – 2                                      | Nations League 2022/23                     |                                            |                                            |
| Als speler bij Salernitana                 |                                            |                                            |                                            |                                            |                                            |                                            |
| 24                                         | 25 september 2022                          | Wales – Polen                              | 0 – 1                                      | Nations League 2022/23                     |                                            |                                            |
| 25                                         | 16 november 2022                           | Polen – Chili                              | 1 – 0                                      | Vriendschappelijk                          | 85'                                        |                                            |
| 26                                         | 26 november 2022                           | Polen – Saoedi-Arabië                      | 2 – 0                                      | WK 2022                                    |                                            |                                            |
| 27                                         | 30 november 2022                           | Polen – Argentinië                         | 0 – 2                                      | WK 2022                                    |                                            |                                            |
| Als speler bij Istanbul Başakşehir         |                                            |                                            |                                            |                                            |                                            |                                            |
| 28                                         | 26 maart 2024                              | Wales – Polen                              | 0 – 0 (4 – 5 n.s.)                         | EK 2024 kwalificatie                       |                                            |                                            |
| 29                                         | 10 juni 2024                               | Polen – Turkije                            | 2 – 1                                      | Vriendschappelijk                          |                                            |                                            |
| 30                                         | 21 juni 2024                               | Polen – Oostenrijk                         | 1 – 3                                      | EK 2024                                    | 30'                                        |                                            |
| 31                                         | 5 september 2024                           | Schotland – Polen                          | 2 – 3                                      | Nations League 2024/25                     |                                            |                                            |
| 32                                         | 12 oktober 2024                            | Polen – Portugal                           | 1 – 3                                      | Nations League 2024/25                     |                                            |                                            |
| 33                                         | 15 november 2024                           | Portugal – Polen                           | 5 – 1                                      | Nations League 2024/25                     |                                            |                                            |
| 34                                         | 21 maart 2025                              | Polen – Litouwen                           | 1 – 0                                      | WK 2026 kwalificatie                       |                                            |                                            |
| 35                                         | 24 maart 2025                              | Polen – Malta                              | 2 – 0                                      | WK 2026 kwalificatie                       |                                            |                                            |
| Als speler bij Al-Duhail SC                |                                            |                                            |                                            |                                            |                                            |                                            |
| 36                                         | 6 juni 2025                                | Polen – Moldavië                           | 2 – 0                                      | Vriendschappelijk                          |                                            |                                            |

Bijgewerkt op 8 juni 2025.

## Erelijst
| I liga | 1 | 2014/15 |